# Marc Hensel
Marc Hensel (* 17. April 1986 in Dresden, DDR) ist ein ehemaliger deutscher Fußballspieler und heutiger -trainer.

## Karriere als Spieler
Marc Hensel spielte ab 1996 für Dynamo Dresden. Über die Landesligaelf kämpfte er sich bis in die erste Mannschaft, für welche er in der Spielzeit 2005/06 zwei Spiele in der 2. Bundesliga bestritt.
Nachdem er nach dem Abstieg in die drittklassige Regionalliga Nord in der Saison 2006/07 nicht über sporadische Einsätze hinauskam, wechselte er zur Saison 2007/08 zu Energie Cottbus. Hensel stand im offiziellen Aufgebot der Bundesligamannschaft, da der Verein der DFL zwölf deutsche Lizenzspieler melden musste. Er spielte für die Lausitzer jedoch als Stammspieler in der zweiten Mannschaft, absolvierte 30 Spiele und schoss dabei sieben Tore.
Zur Saison 2008/09 wechselte Hensel zum FC Erzgebirge Aue in die neue 3. Liga. Dort stand er in seiner ersten Saison in 37 Partien auf dem Platz und schoss dabei sechs Tore. In der Saison 2009/10 schaffte er mit Aue den Aufstieg in die 2. Bundesliga. Beim 2:1-Heimsieg gegen Eintracht Braunschweig am 30. April 2010 erzielte Hensel das 1:0 für den FC Erzgebirge. Pierre le Beau sorgte später mit dem 2:1 für die vorzeitige Sicherstellung des Wiederaufstiegs der Auer in die 2. Bundesliga. Daraufhin verlängerte er bereits im Mai 2010 seinen Vertrag um zwei Jahre. Zudem enthielt der Vertrag eine Option für ein weiteres Jahr. Auch in der höheren Spielklasse blieb Hensel ein Schlüsselspieler im Team und mit neun Saisontreffern war der defensive Mittelfeldspieler der erfolgreichste Torschütze der Saison 2010/11. Der Verein erreichte Platz 5 und damit die beste Platzierung in der Vereinsgeschichte seit der Wiedervereinigung.
Im Juni 2013 wechselt Marc Hensel von Erzgebirge Aue zum Drittligisten Chemnitzer FC. In Chemnitz unterschrieb er einen Vertrag bis 30. Juni 2016. Nach Ablauf des Vertrages beendete er seine Spielerkarriere.

## Karriere als Trainer
In der Saison 2016/17 war Hensel als Co-Trainer in der Jugend von Dynamo Dresden angestellt. Zur Saison 2017/18 kehrte er zum FC Erzgebirge Aue zurück und wurde Cheftrainer der A-Junioren (U19), die in der zweitklassigen A-Junioren-Regionalliga Nordost spielten. Mit der Mannschaft belegte er den 8. Platz, in der Saison 2018/19 folgte der 4. Platz.
Zur Saison 2019/20 wurde Hensel bei der Zweitligamannschaft Co-Trainer von Daniel Meyer. Nachdem sich der Verein trotz 6 Punkten aus 3 Spielen von diesem getrennt hatte, betreute Hensel die Mannschaft am 4. Spieltag bei einem 0:0-Unentschieden gegen den VfB Stuttgart. Anschließend wurde er unter dem neuen Cheftrainer Dirk Schuster wieder Co-Trainer. Nachdem sich Schuster für die beiden letzten Spieltage der Saison 2020/21 hatte krankschreiben lassen, verantwortete Hensel die Mannschaft bei einer 0:3-Niederlage bei Fortuna Düsseldorf und einem 2:1-Sieg gegen den VfL Osnabrück.
Zur Saison 2021/22 trennte sich der Verein von Schuster und stellte Aljaksej Schpileuski als neuen Cheftrainer ein, dem Hensel fortan assistierte. Schpileuski wurde nach dem 7. Spieltag nach drei Unentschieden und vier Niederlagen freigestellt. Daraufhin wurde Hensel erneut als Interimstrainer eingesetzt. Er betreute die abstiegsbedrohte Mannschaft bei einer 2:3-Niederlage gegen den SSV Jahn Regensburg und einem 1:1-Unentschieden gegen den Hamburger SV. Der Präsident Helge Leonhardt lobte Hensel, der aufgrund einer fehlenden Fußballlehrer-Lizenz jedoch nicht länger als 15 Werktage als alleiniger Cheftrainer agieren durfte. Daher verstärkte der Leiter der Nachwuchsabteilung, Carsten Müller, interimsweise das Trainerteam und bildete mit Hensel am 10. und 11. Spieltag ein Trainerduo. Ab dem 13. Spieltag wurde der neue Sportdirektor Pavel Dotchev formaler Lizenzhalter. Der Verein bezeichnete Hensel seither als Teamchef. Er war jedoch der faktische Cheftrainer mit allen Befugnissen. Ende Februar 2022 begann Hensel parallel den 13-monatigen Lehrgang zur Pro Lizenz, wie die Fußballlehrer-Lizenz seit diesem Jahr heißt, der virtuelle Module und Präsenzveranstaltungen in der DFB-Akademie in Frankfurt am Main enthält. Daher wurde Dotchev am 23. Februar 2022 bis zum Saisonende in Personalunion nun tatsächlich Cheftrainer und Hensel rückte als Co-Trainer in das zweite Glied. Zu diesem Zeitpunkt stand die Mannschaft nach dem 23. Spieltag auf dem letzten Platz und hatte jeweils 10 Punkte Rückstand auf den Relegations- und ersten Nicht-Abstiegsplatz. Auch unter Dotchev konnten die Leistungen nicht gesteigert werden, sodass am 32. Spieltag der Abstieg in die 3. Liga feststand. In der Sommerpause 2022 wurde Timo Rost als neuer Cheftrainer verpflichtet, womit Hensel aus dem Trainerstab ausschied.

## Erfolge
- Aufstieg in die 2. Bundesliga: 2010

## Privates
Hensel hat an der TU Dresden Deutsch und Geschichte auf Lehramt studiert. Seit 2019 ist er als Gymnasiallehrer für Deutsch und Geschichte in Aue tätig.